# (2741) Valdivia
(2741) Valdivia es un asteroide perteneciente al cinturón de asteroides descubierto el 1 de diciembre de 1975 por Carlos Torres y Sergio Barros desde la estación de Cerro El Roble, Chile.

## Designación y nombre
Valdivia recibió al principio la designación de 1975 XG.
Más adelante se nombró en honor del militar español Pedro de Valdivia (1502-1553).

## Características orbitales
Valdivia está situado a una distancia media del Sol de 2,61 ua, pudiendo acercarse hasta 2,135 ua y alejarse hasta 3,086 ua. Tiene una inclinación orbital de 10,29° y una excentricidad de 0,1821. Emplea 1540 días en completar una órbita alrededor del Sol.